# Dysaphis radicivorans
Dysaphis radicivorans är en insektsart som först beskrevs av Nevsky 1929.  Dysaphis radicivorans ingår i släktet Dysaphis och familjen långrörsbladlöss. Inga underarter finns listade i Catalogue of Life.